# What a Woman!
What a Woman! (br: Amor a Percentagem) é um filme de comédia romântica estadunidense de 1943 dirigido por Irving Cummings e estrelado por Rosalind Russell e Brian Aherne.

## Elenco
- Rosalind Russell como Carol Ainsley
- Brian Aherne como Henry Pepper
- Willard Parker como Michael Cobb
- Alan Dinehart como Pat O'Shea
- Edward Fielding como Sen. Howard Ainsley
- Ann Savage como Jane Drake
- Norma Varden como Miss Timmons
- Douglas Wood como Dean Alfred B. Shaeffer
- Grady Sutton como Mr. Clark